# Zofia Libuś
Zofia Libuś z domu Basińska (ur. 27 marca 1930 w Wilnie, zm. 12 czerwca 2017 w Gdańsku) – profesor Politechniki Gdańskiej, specjalność chemia fizyczna.

## Życiorys
Urodziła się w rodzinie chemików Antoniego Basińskiego i Haliny Kontowtt (1903–1983). W 1947 roku ukończyła Gimnazjum i Liceum im. Królowej Jadwigi w Toruniu – profil przyrodniczy. W 1952 roku ukończyła studia na Wydziale Chemicznym Politechniki Gdańskiej z tytułem magister inżynier chemik, specjalność technologia chemiczna drewna. 13 listopada 1957 roku uzyskała doktorat na Wydziale Chemicznym Politechniki Warszawskiej. 4 lutego 1981 roku Rada Wydziału Chemicznego Politechniki Gdańskiej nadała Zofii Libuś stopień doktora habilitowanego. W latach 1991–2000 pracowała na stanowisku profesora nadzwyczajnego. 14 kwietnia 1997 roku uzyskała tytuł profesora nauk chemicznych.

## Działalność zawodowa, dydaktyczna i organizacyjna
W latach 1950, 1952–1953 oraz 1963–2000 pracowała na Politechnice Gdańskiej. W latach 1953–1956 pracowała na Politechnice Warszawskiej, w latach 1956–1965 w Instytucie Chemii Fizycznej Polskiej Akademii Nauk w Warszawie. Na Politechnice Gdańskiej na Wydziale Chemicznym pełniła funkcje: w latach 1970–1990 kierownika Zakładu Chemii Fizycznej, w latach 1991–2000 kierownika Katedry Chemii Fizycznej, w latach 1971–1973 prodziekan do spraw dydaktycznych. W 2000 roku przeszła na emeryturę.

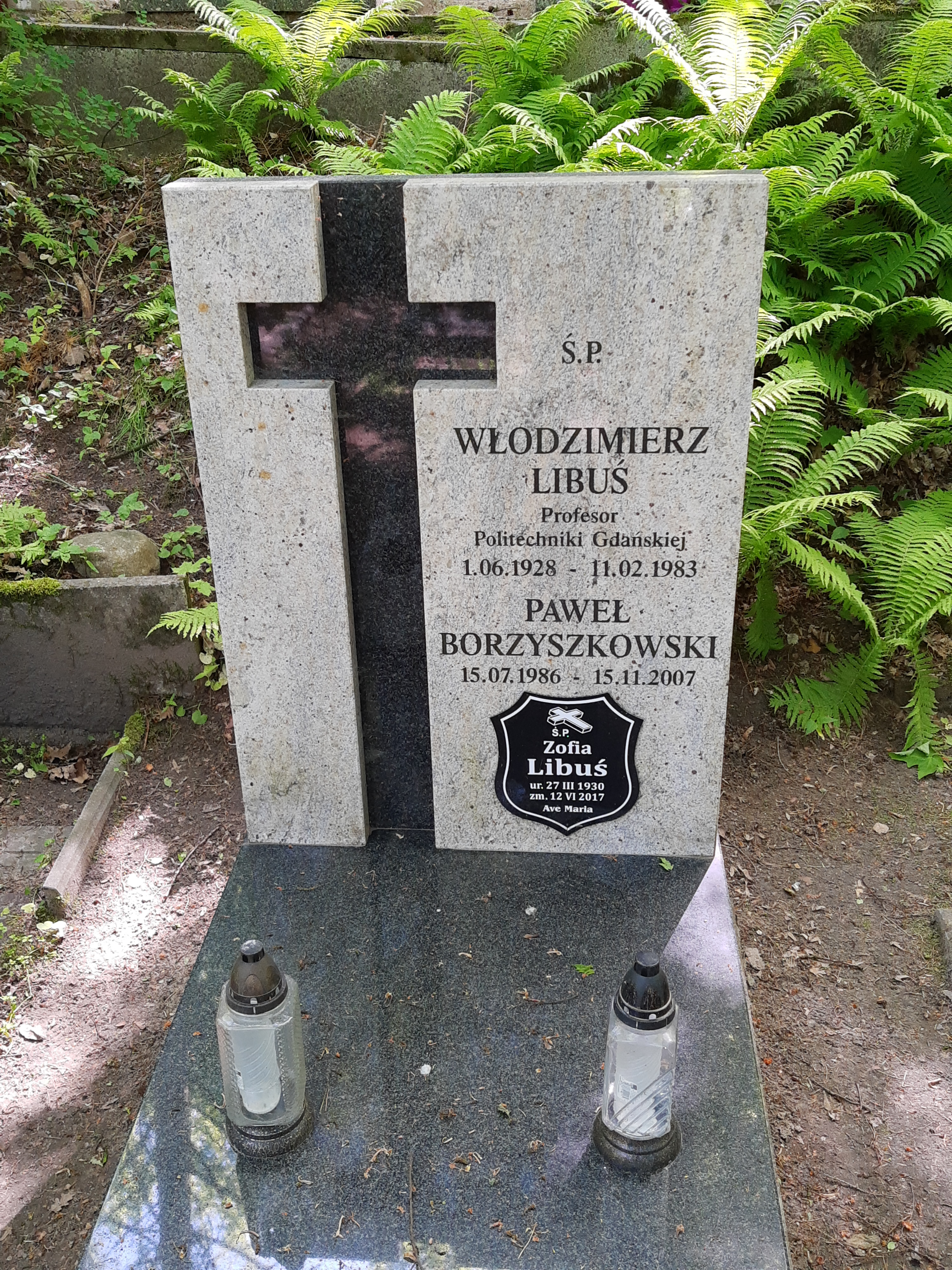
Grób prof. Zofii i Włodzimierza Libuś na Cmentarzu Srebrzysko

Promotor 4 doktorów. Była autorką 75 publikacji na temat elektrolitów, hydratacji hydrofobowej, chemii fizycznej. Należała do Polskiego Towarzystwa Chemicznego, w latach 1990–1994 i 1998–2001 była członkiem Zarządu Głównego oraz zarządu oddziału gdańskiego, była również członkiem Gdańskiego Towarzystwa Naukowego. W 2014 otrzymała tytuł Profesor Emeritus Politechniki Gdańskiej. 
Pochowana 19 czerwca 2017 roku na gdańskim cmentarzu Srebrzysko (rejon XI, taras II-1-43).
Jej mężem był Włodzimierz Libuś (1928–1983), chemik, profesor Politechniki Gdańskiej.

## Publikacje (wybrane)
- Współautorka: Ćwiczenia laboratoryjne z chemii fizycznej, Gdańsk 1968.
- Współautorka: Chemia fizyczna, cz.2. Elektrochemia, Gdańsk 1972.

## Ordery i odznaczenia
- Krzyż Oficerski Orderu Odrodzenia Polski (25 września 2000)[2]
- Krzyż Kawalerski Orderu Odrodzenia Polski (1990)
- Złoty Krzyż Zasługi (1980)
- Medal Komisji Edukacji Narodowej (1997)
- Medal im. Profesora Włodzimierza Rodziewicza (2004)